# جبريل غاريدو
جبريل غاريدو (بالإسبانية: Gabriel Garrido)‏ هو عازف فلوت ‏ وموسيقي أرجنتيني، ولد في 1950 في بوينس آيرس في الأرجنتين.

## وصلات خارجية
- جبريل غاريدو على موقع ميوزك برينز (الإنجليزية)
- جبريل غاريدو على موقع أول ميوزيك (الإنجليزية)
- جبريل غاريدو على موقع ديسكوغز (الإنجليزية)